# Лемяшовская волость
Лемяшо́вская волость — административно-территориальная единица в составе Севского уезда.
Административный центр — село Лемяшовка.

## История
Волость была образована в ходе реформы 1861 года. Являлась самой южной из волостей уезда и всей Орловской (позднее – Брянской) губернии; граничила с Курской и Черниговской губерниями.
В мае 1924 года, при укрупнении волостей, Лемяшовская волость была упразднена, а её территория включена в состав укрупнённой Хинельской волости.
Ныне территория бывшей Лемяшовской волости разделена между Севским районом Брянской области и Сумской областью Украины.

## Административное деление
В 1920 году в состав Лемяшовской волости входили следующие сельсоветы: Барановский, Демьяновский, Круглополянский, Лемешовский, Муравейнинский, Некислицкий, Смокаревский, Толстодубовский, Троебортновский, Фотевижский, Хвощовский, Хинельский.